# ایپه‌کولس‌خا
یپکلسگا (به هلندی: Ypecolsga) یک منطقهٔ مسکونی در هلند است که در سودوست-فریسلان واقع شده‌است. یپکلسگا ۵۰ نفر جمعیت دارد.